# Seychellen op de Olympische Jeugdzomerspelen 2010
De Seychellen namen deel aan de Olympische Jeugdzomerspelen 2010 in Singapore, de eerste editie van de Olympische Jeugdspelen.

## Deelnemers en resultaten
(m) = mannen, (v) = vrouwen 

### Atletiek
| Olympiër               | Discipline | Resultaat | Prestatie                                         |
| ---------------------- | ---------- | --------- | ------------------------------------------------- |
| Marie-Michéle Athanese | 200 m (v)  | 14e       | 1R serie 2: 27,10 pr (4e) B-finale: 26,44 pr (6e) |

### Badminton
| Olympiër        | Discipline    | Resultaat | Prestatie                                                                            |
| --------------- | ------------- | --------- | ------------------------------------------------------------------------------------ |
| Kervin Ghislain | enkelspel (m) | 1e ronde  | groep G (4e) 0-2 MAS Wei Sheng Loh 0-2 VIE Huynh Thong Thao Nguyen 0-2 TUR Emre Lale |

### Boksen
| Olympiër     | Discipline                    | Resultaat | Prestatie                                                                                       |
| ------------ | ----------------------------- | --------- | ----------------------------------------------------------------------------------------------- |
| Stan Nicette | bantamgewicht (tot 54 kg) (m) | 6e        | 1R: verloor van CUB Robeisy Eloy Ramirez (3-17) 5e/6e: verloor van ROU Alexandru Marin (rsc r3) |

### Zwemmen
| Olympiër       | Discipline     | Resultaat | Prestatie                |
| -------------- | -------------- | --------- | ------------------------ |
| Shannon Austin | 200 m vrij (v) | 33e       | 1R serie 2: 2.10,54 (2e) |
| Shannon Austin | 400 m vrij (v) | 23e       | 1R serie 3: 4.34,81 (7e) |

Afghanistan · Albanië · Algerije · Amerikaanse Maagdeneilanden · Amerikaans-Samoa · Andorra · Angola · Antigua en Barbuda · Argentinië · Armenië · Aruba · Australië · Azerbeidzjan · Bahama's · Bahrein · Bangladesh · Barbados · België · Belize · Benin · Bermuda · Bhutan · Bolivia · Bosnië en Herzegovina · Botswana · Brazilië · Britse Maagdeneilanden · Brunei · Bulgarije · Burkina Faso · Burundi · Cambodja · Canada · Centraal-Afrikaanse Republiek · Chili · China · Chinees Taipei · Colombia · Comoren · Congo-Brazzaville · Congo-Kinshasa · Cookeilanden · Costa Rica · Cuba · Cyprus · Denemarken · Djibouti · Dominica · Dominicaanse Republiek · Duitsland · Ecuador · Egypte · El Salvador · Equatoriaal-Guinea · Eritrea · Estland · Ethiopië · Fiji · Filipijnen · Finland · Frankrijk · Gabon · Gambia · Georgië · Ghana · Grenada · Griekenland · Groot-Brittannië · Guam · Guatemala · Guinee · Guinee‑Bissau · Guyana · Haïti · Honduras · Hongarije · Hongkong · Ierland · IJsland · India · Indonesië · Irak · Iran · Israël · Italië · Ivoorkust · Jamaica · Japan · Jemen · Jordanië · Kaaimaneilanden · Kaapverdië · Kameroen · Kazachstan · Kenia · Kirgizië · Kiribati · Koeweit · Kroatië · Laos · Lesotho · Letland · Libanon · Liberia · Libië · Liechtenstein · Litouwen · Luxemburg · Macedonië · Madagaskar · Malawi · Malediven · Maleisië · Mali · Malta · Marshalleilanden · Marokko · Mauritanië · Mauritius · Mexico · Micronesië · Moldavië · Monaco · Mongolië · Montenegro · Mozambique · Myanmar · Namibië · Nauru · Nederland · Nederlandse Antillen · Nepal · Nicaragua · Nieuw-Zeeland · Niger · Nigeria · Noord-Korea · Noorwegen · Oeganda · Oekraïne · Oezbekistan · Oman · Oostenrijk · Oost‑Timor · Pakistan · Palau · Palestina · Panama · Papoea-Nieuw-Guinea · Paraguay · Peru · Polen · Portugal · Puerto Rico · Qatar · Roemenië · Rusland · Rwanda · Saint Kitts en Nevis · Saint Lucia · Saint Vincent en Grenadines · Salomonseilanden · Samoa · San Marino · Sao Tomé en Principe · Saoedi-Arabië · Senegal · Servië · Seychellen · Sierra Leone · Singapore · Slovenië · Slowakije · Soedan · Somalië · Spanje · Sri Lanka · Suriname · Swaziland · Syrië · Tadzjikistan · Tanzania · Thailand · Togo · Tonga · Trinidad en Tobago · Tsjaad · Tsjechië · Tunesië · Turkije · Turkmenistan · Tuvalu · Uruguay · Vanuatu · Venezuela · Verenigde Arabische Emiraten · Verenigde Staten · Vietnam · Wit-Rusland · Zambia · Zimbabwe · Zuid-Afrika · Zuid-Korea · Zweden · Zwitserland